# Tanygnathus megalorynchos
O Tanygnathus megalorynchos, é uma espécie de papagaio, com aproximadamente 38 cm de comprimento, de cor predominantemente verde, com um bico vermelho. A fêmea é ligeiramente menor do que o macho, embora sejam semelhantes nas outras características. Alimenta-se principalmente de frutos.